# SOHO (бизнес)

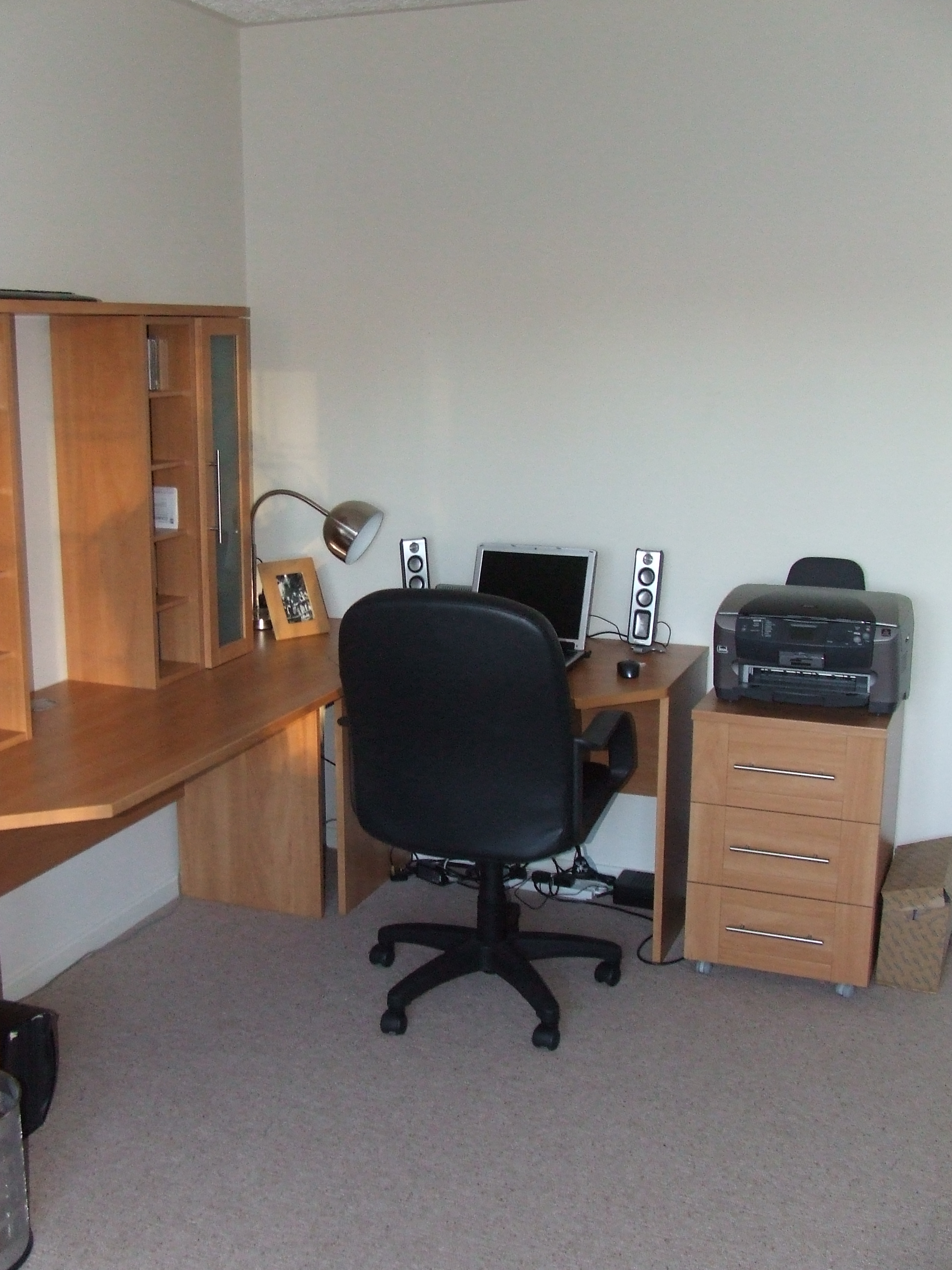
Домашний офис

SOHO (от англ. Small office/home office — «малый офис/домашний офис») — название сегмента рынка. SOHO относится к категории бизнеса, который включает в себя от 1 до 10 работающих. Концепция удалённой работы появилась в начале 70-х годов XX века.
Начиная с середины 1990-х годов, совокупность таких факторов, как персональные компьютеры, технологии передачи данных, приход провайдеров с оборудованием последней мили, а также цифровая голосовая связь, создали возможность для эффективной коллективной работы без обязательного присутствия всех работников в одном здании офиса. Децентрализация уменьшает накладные расходы и потенциально обеспечивает более высокую производительность, особенно в больших городах, где непродуктивное время на перемещение от дома до рабочего места и обратно достигает порою 2-3 часов в день. Множество консультантов, юристов, риелторов, парикмахеров и фотографов работают дома, то есть используют SOHO, но наиболее часто в последнее время технология SOHO используется в разработке программного обеспечения.
Программисты могут работать как фрилансеры, а могут иметь долгосрочный контракт. С появлением технологий, оптимизирующих и облегчающих совместную работу над проектами, появились фирмы, которые заключают контракты на разработку и отдают их исполнение на аутсорсинг компаниям или фрилансерам.

## Свойства SOHO

### IT
Рассчитанная на SOHO IT-инфраструктура зачастую работает «на доверии»: нет паролей или общий на всех, основная мера безопасности — физическая возможность войти в офис и подключиться к сети. Защита от намеренной диверсии отсутствует или простейшая (например, резервное копирование). Если есть разграничение прав — хватает и базового: указать поимённо всех пользователей, кто имеет доступ к ресурсу. Принтер редко делает более 20 тыс. страниц в месяц. Системный администратор работает на вызов или по совместительству (например, сисадмин-программист). «Безлюдное» оборудование вроде маршрутизаторов ставится подручными средствами, без специализированных помещений и серверных стоек. Важная черта SOHO-оборудования — минимальный шум, ведь оно находится рядом с работающими людьми.
- Общее
  - Многое из облачных технологий — например, облачное хранилище данных, облачная CRM-система, оператор фискальных данных. Низкая масштабируемость, зависимость от чужой инфраструктуры компенсируются дешевизной, простотой администрирования и отказобезопасностью.
  - Сетевые устройства (маршрутизаторы, коммутаторы и прочее) в миниатюрных корпусах.
  - Подключение устройств по радиосети (Wi-Fi).
- Печать
  - Многофункциональное устройство как класс
  - JetDirect — серверы и протоколы печати
- Хранение данных
  - Сетевое хранилище как класс
- Электропитание
  - Персональный ИБП, в противовес централизованному бесперебойному питанию

### Мебель
Мебель бывает самая разная, как рассчитанная на частые переезды, так и собранная по месту.
При работе дома почти всегда рабочее место прижато к стене, это позволяет вести в том же помещении и другую деятельность — смотреть кино, заниматься физкультурой или ручным трудом.